# Ильенко, Юрий Герасимович
Ю́рий Гера́симович Илье́нко (укр.  Юрій Герасимович Іллєнко; 18 июля 1936 — 15 июня 2010) — советский и украинский кинорежиссёр, сценарист, оператор и политик. Народный артист Украинской ССР (1987). Четыре его фильма входят в список 100 лучших фильмов в истории украинского кино, составленный по результатам опроса кинокритиков.

## Биография
Родился 9 мая (по другим сведениям — 18 июля) 1936 года в Черкассах. Годы Великой Отечественной войны вместе с семьей провел в эвакуации в Сибири (отец был на фронте). В 1960 окончил операторский факультет ВГИКа (мастерская А. В. Гальперина, руководители — Б. И. Волчек, С. П. Урусевский). Дебютировал как оператор в фильме Я. А. Сегеля «Прощайте, голуби» (1960). Работал на Ялтинской киностудии, с 1963 года на киностудии имени А. П. Довженко в Киеве. Мировую славу Ильенко принесла операторская работа в фильме С. И. Параджанова «Тени забытых предков» (1964).
Режиссёрские работы Ильенко принадлежат к школе украинского поэтического кино (Л. М. Осыка и других). Они отмечены премиями на международных кинофестивалях.
Появлялся в нескольких фильмах как актёр («Улица Ньютона, дом 1», 1963). Выставлялся также как художник.
Член КПСС с 1973 года. В период независимости Украины занимал активную политическую позицию, исповедовал идеи современного украинского национализма, пропагандируя их в своих литературно-художественных произведениях и публицистике. В последние годы жизни был членом политсовета Всеукраинского объединения «Свобода».
Умер 15 июня 2010 года в селе Прохоровка (Каневский район, Черкасская область, Украина). Похоронен там же.
Братья — Вадим Герасимович Ильенко, кинооператор, и Михаил Герасимович Ильенко, режиссёр.
Жена — Людмила Филипповна Ефименко, в браке родились два сына, Филипп и Андрей. Первой женой была актриса Лариса Кадочникова, развелись.

## Фильмография
Оператор:
1. 1960 — Прощайте, голуби
2. 1962 — Где-то есть сын
3. 1964 — Тени забытых предков
4. 1999 — Аве Мария

Режиссёр:
1. 1965 — Родник для жаждущих
2. 1968 — Вечер накануне Ивана Купала
3. 1971 — Белая птица с чёрной отметиной (первая премия Московского МКФ, премия МКФ в Сорренто, оператор — Вилен Калюта)
4. 1972 — Наперекор всему (советско-югославский)
5. 1974 — Мечтать и жить (по сценарию Ивана Миколайчука)
6. 1976 — Праздник печёной картошки
7. 1979 — Полоска нескошенных диких цветов
8. 1981 — Лесная песня. Мавка (по Лесе Украинке)
9. 1983 — Легенда о княгине Ольге
10. 1987 — Соломенные колокола
11. 1990 — Лебединое озеро. Зона (по сценарию С. Параджанова, Приз ФИПРЕССИ на Каннском МКФ)
12. 1996 — Сергей Параджанов. Партитура Христа до мажор
13. 2001 — Молитва о гетмане Мазепе

Сценарист:
1. 1983 — Миргород и его обитатели (автор сценария; режиссёр Михаил Ильенко)

Актёр:
1. 1963 — Улица Ньютона, дом 1 — Тимофей Сувернев (озвучивает Кирилл Лавров)
2. 1974 — Мечтать и жить — литейщик Герасим
3. 2001 — Молитва о гетмане Мазепе — генерал Жук

## Педагогическая деятельность
С 1986 года заведующий кафедрой кинорежиссуры и кинодраматургии Киевского института театрального искусства имени И. К. Карпенко-Карого, профессор.

## Книги
- «Парадигма кино». Киев: Абрис, 1999

## Признание
- народный артист Украинской ССР (1987)
- Приз III МКФ славянских и православных народов «Золотой Витязь» «За выдающийся вклад в славянский кинематограф» (1994)[7]
- член Академии искусств Украины (1996)
- Почётный знак отличия Президента Украины (1996)[8]
- Государственная премия УССР имени Т. Г. Шевченко (1991) — за фильм «Тени забытых предков»
- орден «За заслуги» II ст. (10 сентября 2008 года)[9]
- Государственная премия Украины имени Александра Довженко (2005) — за выдающийся вклад в развитие отечественного киноискусства
- В ходе декоммунизации в 2018 году в честь Юрия Ильенко была переименована улица Мельникова